# Killer Elite
Sát thủ chuyên nghiệp hay Thanh trừng sát thủ (tựa gốc tiếng Anh: Killer Elite) là một bộ phim hành động của Anh-Úc hợp tác sản xuất, dựa theo tiểu thuyết The Feather Men của nhà văn Ranulph Fiennes, đạo diễn bởi Gary McKendry và công chiếu vào năm 2011. Phim có sự tham gia của Jason Statham, Robert De Niro và Clive Owen.

## Nội dung
Phim lấy bối cảnh năm 1980. Mở đầu phim là cảnh anh lính đánh thuê Danny Bryce cùng với ba người bạn Hunter, Davies và Meier ám sát một gã đại gia ở Mexico. Danny bị xao lãng vì thấy một đứa trẻ trong xe và anh bị bắn. Sau sự việc này Danny bỏ nghề và quay về quê nhà ở nước Úc.
Một năm sau, Danny đến Oman để gặp Người Đặc vụ (The Agent). Anh biết được rằng Hunter đã thất bại với một nhiệm vụ trị giá 6 triệu đôla. Nếu Danny không hoàn tất nhiệm vụ của Hunter, Hunter sẽ bị giết chết. Ông trùm dầu mỏ Amr muốn Danny giết chết ba người cựu chiến sĩ SAS - Steven Harris, Steven Cregg và Simon McCann - vì trước đây chúng giết chết những người con trai của ông. Danny phải quay phim lại cảnh chúng thú tội, làm cái chết của chúng trông giống như tai nạn, mọi việc phải được hoàn tất trước khi ông trùm chết vì bệnh. Davies và Meier đồng ý giúp Danny để chia phần tiền.
Khi đột nhập vào nhà Harris, Danny và Meier định dựng hiện trường giả là Harris trượt chân ngã đập đầu xuống sàn trong phòng tắm. Bất ngờ bạn gái của Harris đến gõ cửa, Harris nhân lúc đó chống cự và bị Meier giết chết.
Ở nước Anh, Davies hỏi những người trong quán rượu về những cựu thành viên SAS. Điều này được báo cáo lại cho tổ chức Feather Men, một tổ chức xã hội bảo vệ cho những người cựu SAS. Spike Logan được cử đi điều tra về việc này.
Davies biết được sắp tới Cregg có một chuyến đi tập luyện trên ngọn đồi tuyết. Danny xâm nhập vào khu căn cứ, cải trang trong bộ quân phục và bỏ thuốc vào ly cà phê của Cregg. Danny đi theo Cregg lên đồi, quay phim lại cảnh hắn thú tội và bỏ mặc hắn chết vì sốc thuốc.
Đối với mục tiêu cuối cùng, kế hoạch của họ là đâm một chiếc xe tải vào xe của McCann. Với sự giúp đỡ của anh chàng Jake, Meier đã giết được McCann; tuy nhiên đội của Logan đang theo dõi McCann. Jake vô tình giết chết Meier trong cuộc ẩu đả với người đặc vụ Anh. Danny và Davies tách ra. Davies bị người của Logan bắt giữ và bị xe tải tông chết lúc đang cố bỏ chạy.
Danny trở lại Oman và đưa cho ông trùm Amr lời thú tội cuối cùng. Hunter được thả ra, Danny quay về Úc đoàn tụ với cô người yêu Anne. Sau đó Người Đặc vụ cho biết vẫn còn một người nữa tham gia vào vụ giết hại con trai của ông trùm, đó là Ranulph Fiennes - người sắp phát hành một cuốn sách.
Danny gửi Anne đến Paris, Pháp để Hunter có thể bảo vệ cô. Con trai của ông trùm xác nhận rằng Harris vô tội. Logan cho các đặc vụ bảo vệ Fiennes, nhưng Jake làm họ xao lãng. Danny xông vào tòa nhà, gây thương tích cho Fiennes chứ không giết hắn. Logan bắt được Danny, đưa anh đến một nhà kho bỏ hoang, và một gã đặc vụ chính phủ đến nơi tiết lộ về việc chính phủ Anh đứng sau những sự kiện dầu mỏ của ông trùm Amr. Cuộc giao chiến ba bên diễn ra, Danny chạy thoát được và Logan bắn chết gã đặc vụ chính phủ.
Ở Paris, Người Đặc vụ định bắt cóc Anne đòi tiền chuộc, nhưng Hunter bắn gã bị thương ở chân. Danny và Hunter đến Oman để đưa mấy bức ảnh cho ông trùm Amr. Tuy nhiên Logan đã đến trước, nói với ông trùm rằng mấy bức ảnh là giả và đâm chết ông. Con trai của ông trùm không quan tâm; hắn đưa cho Logan một số tiền. Hunter phát hiện Logan đang rời đi, và họ đuổi theo anh.
Danny và Hunter chạm mặt Logan trên hoang mạc. Hunter lấy một ít tiền về cho gia đình ông. Họ bỏ Logan ở lại đó, nói với Logan rằng anh cần số tiền đó để bắt đầu cuộc sống mới sau khi giết chết gã đặc vụ chính phủ và chống lại mong muốn của tổ chức Feather Men cũng như chính phủ Anh. Danny nói rằng đối với anh mọi chuyện đã kết thúc và Logan phải tự biết nên làm gì. Danny và Anne đoàn tụ với nhau.

## Diễn viên
- Jason Statham vai Danny Bryce
- Robert De Niro vai Hunter
- Clive Owen vai Spike Logan
- Yvonne Strahovski vai Anne Frazier
- Dominic Purcell vai Davies
- Aden Young vai Meier
- Michael Dorman vai Jake
- Adewale Akinnuoye-Agbaje vai Người Đặc vụ (The Agent)
- Lachy Hulme vai Harris
- Grant Bowler vai Cregg
- Daniel Roberts vai McCann
- Dion Mills vai Fiennes
- Firass Dirani vai Bakhait
- Rodney Afif vai Ông trùm Amr
- Ben Mendelsohn vai Martin
- Matthew Nable vai Pennock
- Jamie McDowell vai Diane
- Chris Anderson vai Finn
- Andrew Stehlin vai Dutchy